# Continental O–300
A Continental O–300 amerikai, hathengeres, benzinüzemű, léghűtéses boxermotor-család, melyet a Continental Motors vállalat gyárt 1947 óta. A korai változatok típusjelzése C–145 volt, ahol a szám a motor LE-ben mért maximális teljesítményére utal. A Continental később új típusjelzés-rendszerre tért át, így az O–300-asnál a szám a motorok köbhüvelykben mért hengerűrtartalmát jelzi. A motort igen elterjedten alkalmazzák több, nagy mennyiségben gyártott könnyű repülőgépen. A motort az 1960-as években a Rolls-Royce is gyártotta licenc alapján.

## Jellemzői
Az eredetileg C–145-ös jelzésű motor a 125 LE-s (93 kW) Continental C–125-ös (későbbi jelzéssel: O–280) motoron alapul. A két motor forgattyúsháza megegyezik. A C–145 azonban nagyobb teljesítménnyel rendelkezik a nagyobb löket és a nagyobb komresszióviszonynak, valamint a porlasztó dúsabb keverékképzésének köszönhetően. A gyártás során a motort korszerűsítették, de a műszaki jellemzői változatlanok maradtak. Később a gyártó áttért az O–300 típusjelzésre.
A Continental kifejlesztette az O–300-as motor reduktorral (fordulatszámcsökkentő hajtóművel) ellátott változatát, a GO–300-ast, melyet a Cessna 175-ösbe építettek be. A megemelt üzemi fordulatszám következtében 50 LE-vel növelték a teljesítményt, így az 130 kW-ot (175 LE) adott le. A motor üzemi fordulatszáma 3200 1/perc, míg a reduktor a légcsavart 2400 1/perc fordulatszámmal hajtotta. A direkt kihajtású motorokhoz szokott kisgépes pilóták sokszor túl alacsony fordulatszámon üzemeltették a motort, emiatt az megbízhatatlannak bizonyult. A motor nagyjavítások közti 1200 órás üzemideje is alacsonyabb volt az O–300-as motor 1800 órás értékénél. A motorproblémák miatt a Cessna 175-ös sem lett sikeres típus. A gépek egy részén később lecserélték a motort, és direkt kihajtású, nagyobb teljesítményű motorokat építettek be.
A motornak létezik vízhűtéses, üzemanyag-befecskendezéses változata is.

## Típusváltozatok
- C–145 – Kezdeti gyártási sorozatú motor, direkt kihajtással, 108 kW (145 LE) teljesítménnyel.
- O–300 – Modernizált változat, jellemzői és adatai megegyeznek a C–145-tel.
- GO–300 – Reduktorral ellátott, növelt teljesítményű és fordulatszámú változat, 130 kW (175 LE) teljesítménnyel.
- Voyager 300 – Vízhűtéses, üzemanyag-befecskendezővel ellátott, növelt teljesítményű változat. A motor 2700 1/perc fordulatszámon 127 kW-ot (170 LE) ad le.

## Alkalmazása

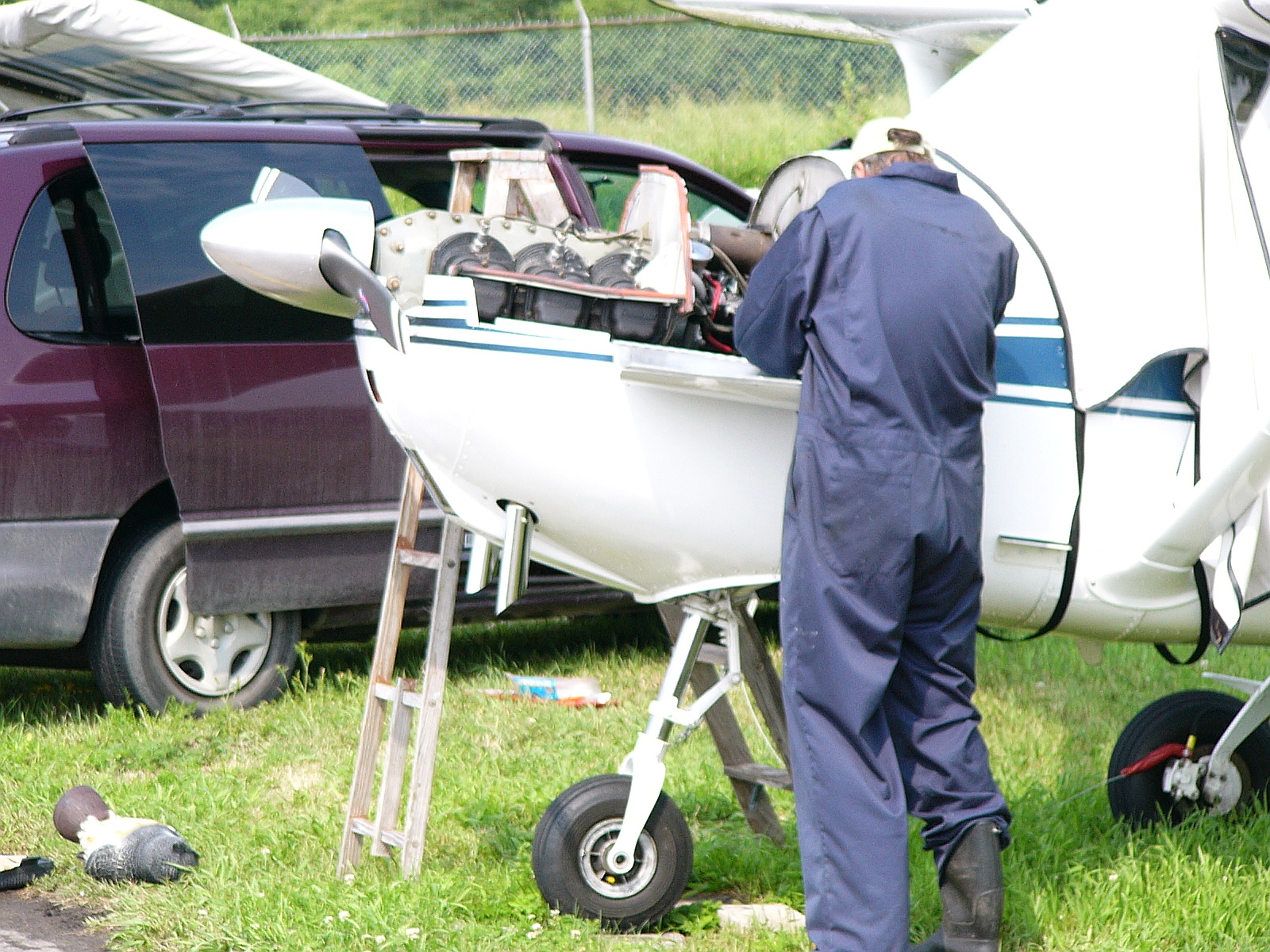
Cessna 172-esbe épített O–300-as motor karbantartás közben (a gép felső motorburkolata eltávolítva)

### O–300
- Aeronca Sedan
- Baumann Brigadier
- Cessna 160 (csak prototípus)*Cessna 170
- Cessna 172
- T–41 Mescalero
- Maule M–4
- Meyers MAC–145
- Taylorcraft 15
- Temco TE–1A
- Globe Swift

### GO–300
- Cessna 175
- Goodyear GZ–19 (léghajó)

## Műszaki adatok (O–300)
- Hengerűrtartalom: 4,94 l
- Furat: 103,2 mm
- Löket: 98,4 mm
- Hossz: 101,0 cm
- Szélesség: 80,0 cm
- Magasság: 59,0 cm
- Száraz tömeg: 121,5 kg (indítómotor és generátor nélkül)
- Maximális teljesítmény: 108 kW (145 LE) 2700 1/perc fordulatszámon
- Fajlagos teljesítmény: 26,5 kW/l
- Teljesítmény–tömeg arány: 0,89 kW/kg
- Kompresszióviszony: 7,0:1